# Local Multipoint Distribution Service
Le Local Multipoint Distribution Service (LMDS) est une technique d'accès large bande par ondes radio. Elle utilise des fréquences situées entre 26 et 29 GHz. Aux États-Unis, des fréquences situées entre 31.0 et 31.3 GHz sont également utilisées par cette technique.
Le LMDS est principalement destiné à des utilisations de type point à multi-point (une station de base communique avec plusieurs stations d'usager) sur des distances pouvant atteindre 8 kilomètres mais rapidement limitées par la pluie (étant donné les fréquences utilisées). La technique peut également être employée pour réaliser des liaisons point à point, la distance de couverture peut alors être augmentée en utilisant des antennes directionnelles.
La technique WIMAX est aujourd'hui préférée au LMDS car elle offre de meilleurs débits, sur de plus grandes distances de couverture et avec des meilleures conditions de transmission.